# Müller-thurgau

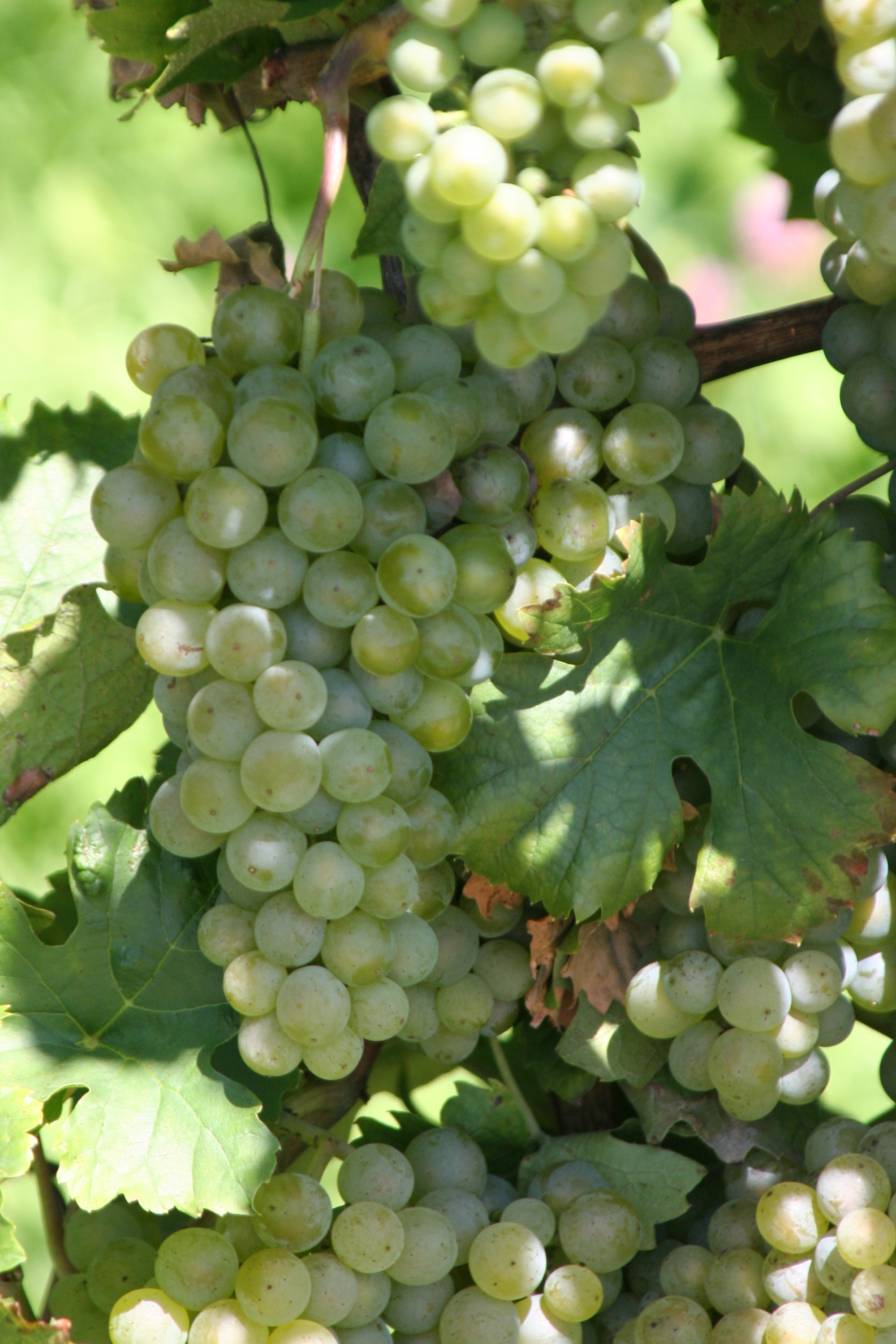
Racimos de müller-thurgau.

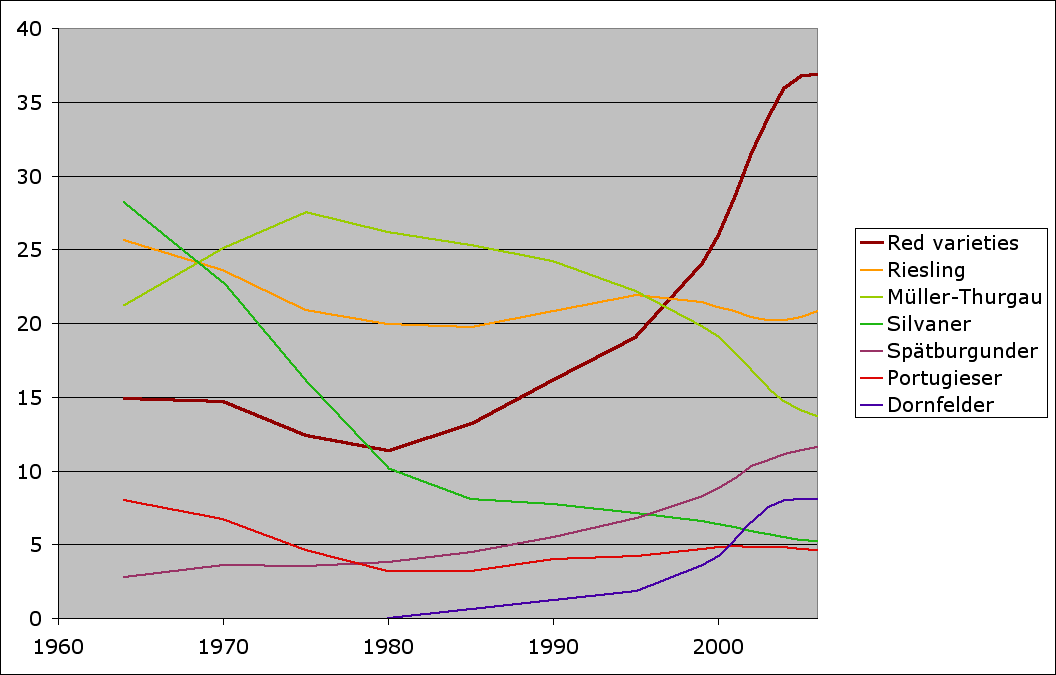
Porcentaje de las variedades comunes de uva en Alemania. 1964-2006. Nótese el aumento y la disminución de la müller-thurgau's. Datos tomados de las Estadísticas Alemanas del Vino, del Instituto Alemán del Vino.

La müller-thurgau es una variedad de uva blanca que fue creada por Hermann Müller en el cantón suizo de Turgovia (en alemán Thurgau) 1882. Es un cruce de riesling con madeleine royale. Es usada para hacer vino blanco en Alemania, Austria, el norte de Italia, Hungría, Inglaterra, Australia, República Checa, Eslovaquia, Eslovenia, Nueva Zelanda, los Estados Unidos y Japón. Aunque las plantaciones disminuyeron significativamente en la década de 1980, en 2006 seguía siendo la segunda variedad más plantada de Alemania, con unas 14000 ha, que suponen un 13,7% del total de la superficie de viñedos. En 2007 se celebró su 125 aniversario en el Instituto de Engendramiento de Uvas de Geisenheim. La müller-thurgau también es conocida como rivaner (en Austria, Alemania, Luxemburgo y especialmente en cuando se usa para vinos secos), riesling x sylvaner, riesling-sylvaner (en Suiza), johannisberg (en el cantón de Valais, Suiza) y rizlingszilváni (en Hungría).

## Historia
Cuando el doctor Müller creó la uva en el Instituto de Engendramiento de Uvas de Geisenheim a finales del siglo XIX su intención era combinar la intensidad y complejidad de la uva riesling con la habilidad para madurar pronto de la silvaner. Aunque el resultado no logró bien estas dos cualidades, esto no impidió que se convirtiera en una variedad ampliamente plantada en las regiones vitícolas alemanas.
En la década de 1970, la müller-thurgau pasó a ser la uva más plantada de Alemania. Una posible razón de la popularidad de esta variedad es la capacidad de crecer en un amplio rango de climas y terruños relativamente amplio. Muchas de estas vides se plantaron en áreas llanas que no estaban particularmente adaptadas para el cultivo de otras variedades de vid y porque era más rentable que la remolacha azucarera, que era el cultivo habitual en esos lugares. La vid madura pronto, da unos rendimientos altos y demanda menos espacio de plantación que otras vides, como por ejemplo la riesling. Los vinos de müller-thurgau son ligeros debido a su baja acidez, pero cuentan con un sabor afrutado. Sus vinos pueden beberse relativamente jóvenes y, salvo algunas excepciones, no se considera que mejore con la edad. Estos hechos implican que la müller-thurgau es una vía económicamente barata de producir grandes cantidades de vinos semidulces alemanes, como el liebfraumilch y el piesporter, que fueron muy populares hasta la década de 1980.
Las plantaciones de  müller-thurgau crecieron ininterrumpidamente hasta el invierno de 1979, cuando el 1 de enero hubo una caída de las temperaturas hasta los -7 °C en muchas áreas, lo que devastó a muchas de las nuevas variedades pero no afectó a variedades como la riesling, que tenían tallos más gruesos tras centenares de años de selección. En las décadas siguientes, los productores empezaron a cultivar un rango más amplio de variedades y la müller-thurgau en la actualidad es menos plantada en Alemania que la riesling, aunque sigue contando con una superficie significativa en Alemania y en el Mundo.
Aunque la cantidad total de plantaciones alemanas de müller-thurgau está en declive, en 2009 la variedad estaba en tercer lugar en lo que respecta a las nuevas plantaciones alemanas, tras la riesling y la pinot noir, con en torno a un 8% de todas las nuevas plantaciones entre 2006 y 2008.

### Genealogía
El reciente análisis de su perfil de ADN ha determinado que la uva fue creada mediante un cruce entre la riesling y la madelein royale, y que no es un cruce con silvaner o con otras variedades que se han sugerido. En 1996, se creyó que provenía probablemente de la variedad chasselas admirable de courtiller. No obstante, en el año 2000 se demostró que aquella admirable de courtiller era la madeleine royale. Durante mucho tiempo se creyó que la chasselas era un plantón seleccionado de la chasselas, pero el análisis de su perfil de ADN sugiere que es un cruce entre pinot y trollinger.

## Regiones

### Alemania
En el 2006 en Alemania había 4,213 ha en Renania, 2,894 ha en Baden, 2,366 ha en el Palatinado, 1,908 ha en Franconia, 1,322 ha en la región del Mosela, 559 ha en Nahe y 127 ha en Saale-Unstrut.
En Alemania, es común mezclar la müller-thurgau con la bacchus, o con pequeñas cantidades de morio muscat para realzar sus sabores. La bacchus y la morio muscat son muy aromáticas y no producen buenos vinos monovarietales por su falta de acidez y de estructura.

### Otras regiones
Fuera de Alemania, la uva ha alcanzado moderadas cotas de éxito por producir vinos vivarachos en Italia, el sur de Inglaterra (donde muchas otras uvas no maduran muchos años), Luxemburgo (donde se la conoce como rivaner) y la República Checa.
Otros países europeos en los que está presente son Hungría (8000 ha), Bélgica (0,5 ha en Château Bon Baron, en Lustin, y está autorizada en las AOC Côtes de Sambre et Meuse, Hageland, Haspengouw,  y Heuvelland. Austria (5236 ha, un 7,8 % del viñedo del país), Eslovaquia (1,362  ha), Suiza (donde es conocida como rivaner), Suiza (donde es conocida como riesling x silvaner), Italia, Macedonia del Norte (las cepas autóctonas de esta variedad se conocen como kratosija), Eslovenia, Croacia (donde es conocida como rizvanac), Francia, Moldavia y Países Bajos.

### Nuevo Mundo
La uva está presente en Australia (en la región vitícola de Mudgee), Nueva Zelanda (hoy una uva poco común), Estados Unidos, Japón y China.

## Sinónimos
Los sinónimos müller-thurgau son: miler turgau, müller, müller-thurgaurebe, müllerka, müllerovo, muller-thurgeau, mullerka, mullerovo, riesling-silvaner, riesling-sylvamer, riesling x silavaner, rivaner, rizanec, rizlingsilvani, rizlingszilvani, rizlingzilvani, rizvanac, rizvanac bijeli, rizvanec y rizvaner.